# Multiviewer

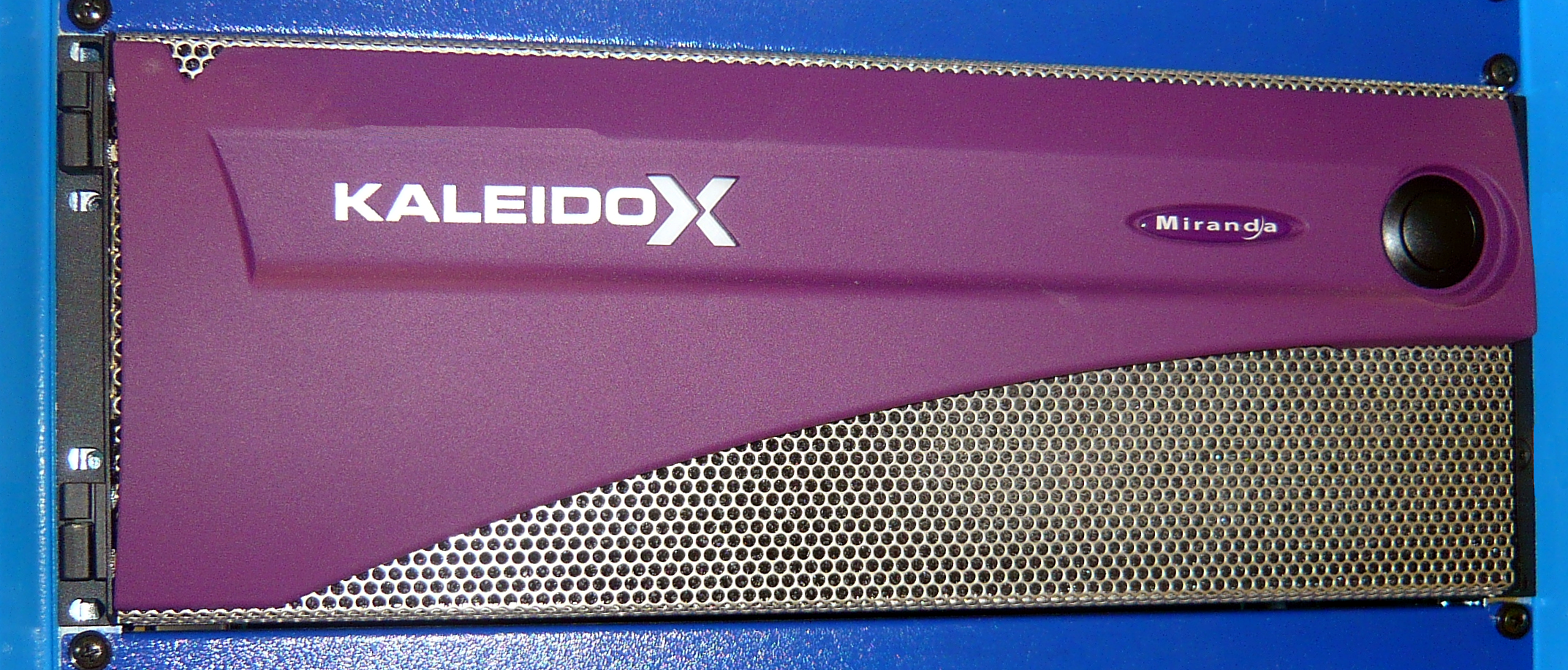
Uno scompositore Miranda Kaleido X in configurazione compatta.

Un multiviewer, detto anche multi image processor (in italiano reso come scompositore) è un dispositivo in grado di ricevere in ingresso una serie di segnali video e di inviarli contemporaneamente a una o più uscite. Il multiviewer facilita di molto il monitoraggio di numerosi segnali, contenendo i costi e le complicazioni derivanti dall'impiego di numerosi monitor singoli.
I multiviewer sono di impiego diffuso in televisione e per impieghi di sorveglianza e controllo.

## Aspetti tecnici

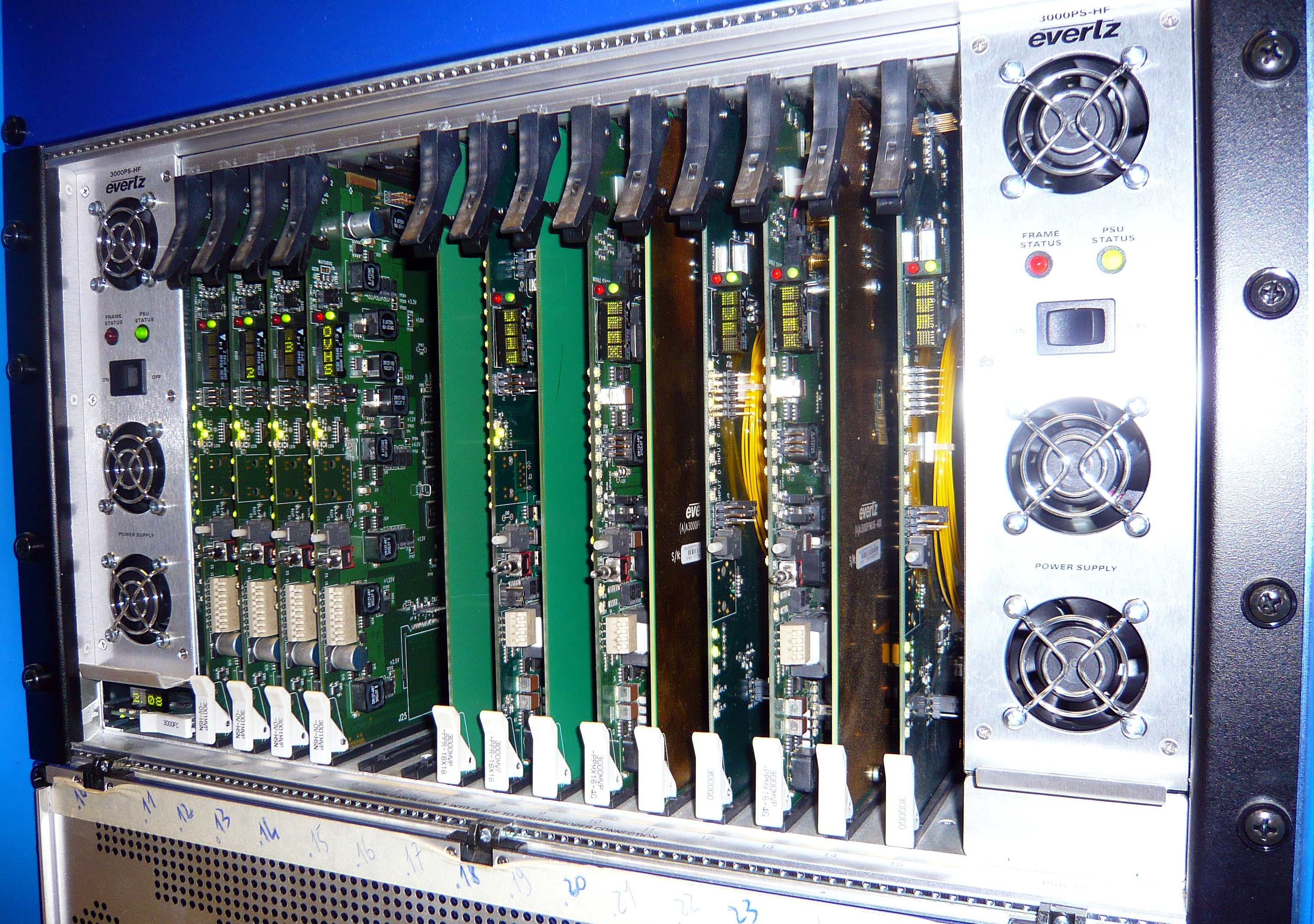
Un multiviewer Evertz mostrato aperto. Si noti l'alimentazione ridondante.

### Costruzione
Dal punto di vista concettuale, il multiviewer è composto da una serie di unità logiche ognuna delle quali può gestire una serie di ingressi e di uscite. A seconda delle esigenze di impiego, è possibile prevedere un numero diverso di ingressi e uscite totali.

#### Connessioni in ingresso
A seconda del tipo e del livello di sofisticazione, un multiviewer ha il notevole vantaggio di poter accettare ingressi in qualunque tipo di formato. Per applicazioni video, vengono gestiti segnali video sia compositi che a componenti, segnali digitali sia a definizione standard che ad alta definizione. Ogni segnale può essere di uno standard diverso (per esempio PAL, NTSC, 576i, 720p). Inoltre possono essere utilizzati direttamente segnali provenienti da computer come DVI e VGA. Altri ingressi ausiliari comprendono un nero di riferimento e uno o più timecode, che può essere decodificato e mostrato come segnale orario.

#### Connessioni in uscita
Anche le uscite del multiviewer sono in numero variabile e configurabile. Come dispositivo di uscita possono essere utilizzati normali monitor TV ma la scelta più comune ricade su scehrmi per computer, per via della risoluzione maggiore, e soprattutto su grandi schermi LCD o al plasma, per via delle buone caratteristiche e dal costo molto ridotto. Si utilizzano anche videoproiettori. Le singole uscite consistono di solito in un gruppo di interfacce SDI, VGA e DVI. I modelli più sofisticati hanno anche connessioni HDMI associati a sistemi in fibra ottica per coprire distanze elevate, come può succedere tra la sala apparati e i luoghi di utilizzo.

## Utilizzo

### Applicazioni televisive

Alcuni tipi di suddivisione delle uscite.

Ogni uscita del multiviewer pilota un singolo schermo, sul quale possono essere inviati i segnali richiesti scegliendoli tra quelli disponibili in ingresso. Dal momento che tutti i segnali necessari per una produzione televisiva devono essere continuamente monitorati, il multiviewer è molto utile in tutti gli ambiti tecnici.

#### Album studio
Rispetto ai monitor singoli, in uno studio televisivo è possibile configurare rapidamente tutti i segnali da visualizzare in base a ogni singola produzione, e ripetere ogni singolo segnale in tutte le postazioni dove serve. Sfruttando gli ingressi dei timecode, è inoltre piuttosto semplice visualizzare orologi dovunque venga richiesto.

#### Centrale video
Il multiviewer facilita molto il controllo di tutti i segnali in ingresso e in uscita dalla centrale video di un'emittente. Inoltre, l'impostazione di opportuni segnali di allarme è molto utile per un rapido intervento di problemi sui segnali.

#### Emissione
L'emissione può agevolmente controllare tutti i segnali necessari, sia in ingresso che in uscita. Su un singolo monitor possono essere visti sia i segnali principali che quelli di scorta, i segnali di controllo e l'uscita effettiva. Anche nel caso dell'emissione l'impostazione di opportuni segnali di allarme riduce i tempi di intervento.

### Applicazioni di videosorveglianza
Nel caso della videosorveglianza, tutte le telecamere utilizzate possono essere viste su un singolo monitor. Applicazioni di sicurezza, sorveglianza del traffico e di grandi ambienti sono semplificate dallo disponibilità di molti segnali in uno spazio ridotto. Inoltre, software specifico è in grado di rilevare automaticamente anomalie, come la presenza di movimento in uno dei segnali.